# Mittelsorpe

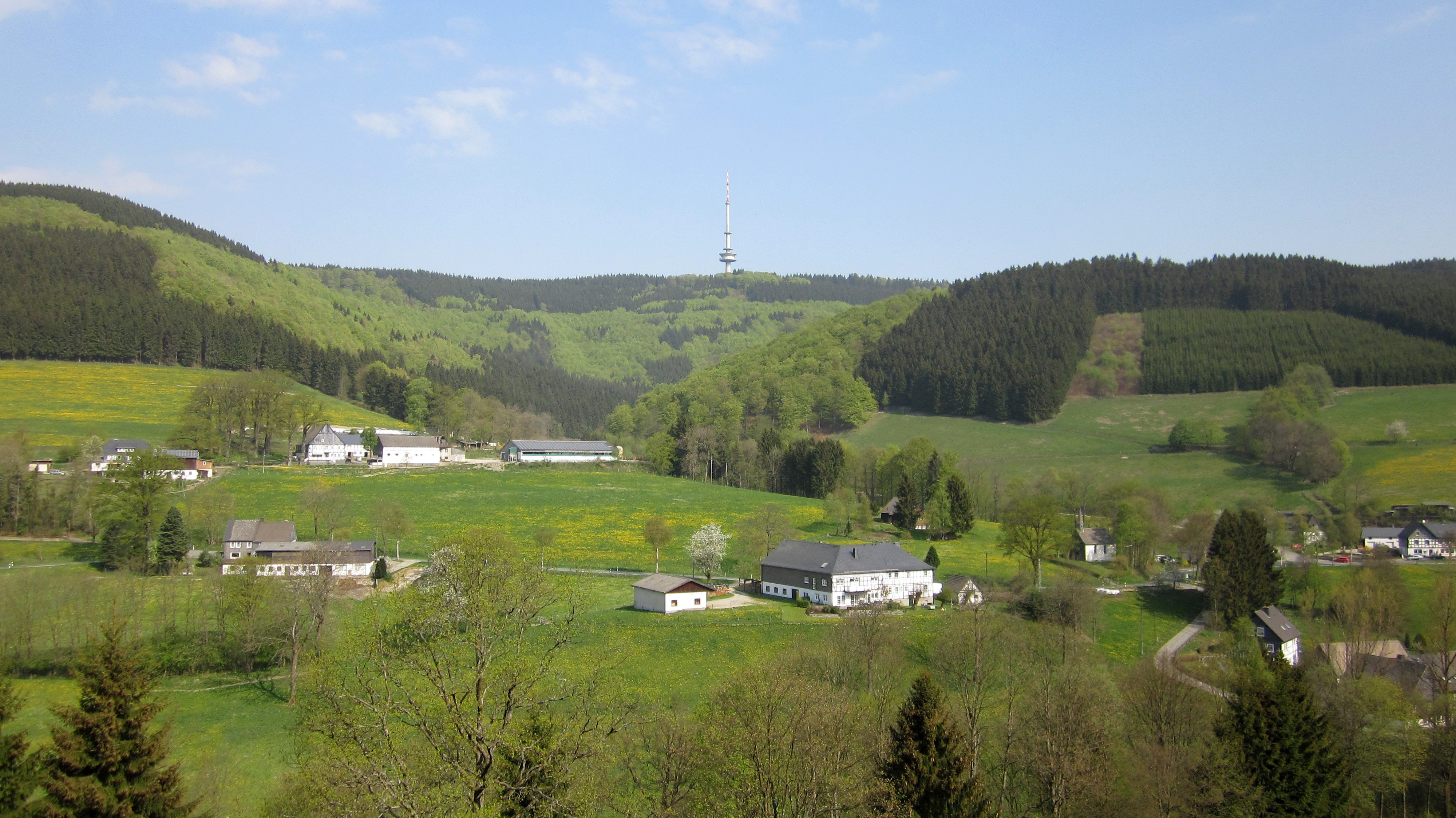
Mittelsorpe, Blickrichtung Hunau

Mittelsorpe ist ein Ortsteil der Stadt Schmallenberg in Nordrhein-Westfalen.

## Geografie

### Lage
Mittelsorpe liegt rund 5 km östlich von Bad Fredeburg und 1 km südlich der Hunau auf 500 m über NN. Durch das Dorf fließt die Sorpe, welche dem Ort und weiteren Orten im Sorpetal den Namen gab.

### Nachbarorte
Angrenzende Orte sind Obersorpe und Rellmecke.

## Geschichte
1072 wurde Sorpe (damals Suropo) erstmals in einer Urkunde des Klosters Grafschaft genannt. Nicht geklärt ist, ob damit Mittelsorpe, das gesamte Sorpetal oder nur Niedersorpe gemeint war. Das älteste Bauwerk im Ort ist ein Bauernhof, der 1563 als Hammermühle erbaut wurde. Im Jahr 1895 wohnten 40 Einwohner, nach der Eintragung des Handels- und Gewerbeadressbuches der Provinz Westfalen, in dem Ort Mittelsorpe. Mittelsorpe gehörte bis zum kommunalen Gebietsreform in Nordrhein-Westfalen zur Gemeinde Oberkirchen. Seit dem 1. Januar 1975 ist Mittelsorpe ein Ortsteil der erweiterten Stadt Schmallenberg.

## Religion
Die Dorfkapelle wurde 1703 errichtet.

## Wirtschaft
Der Ort ist vom Fremdenverkehr und der Landwirtschaft geprägt.